# Ochrolechia arborea
Ochrolechia arborea är en lavart som först beskrevs av Kreyer, och fick sitt nu gällande namn av Almb. Ochrolechia arborea ingår i släktet Ochrolechia och familjen Ochrolechiaceae.  Arten är reproducerande i Sverige. Inga underarter finns listade i Catalogue of Life.

## Källor

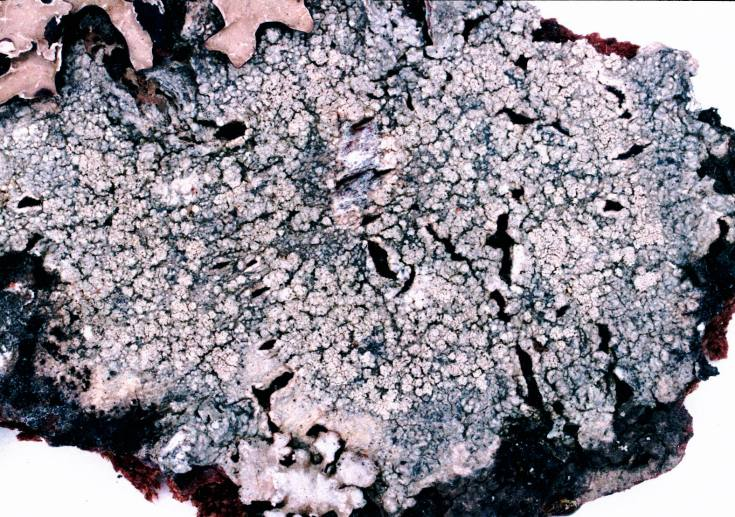
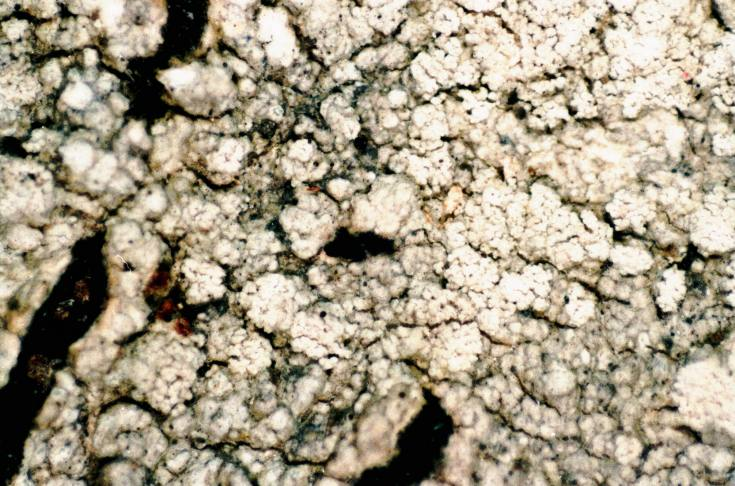
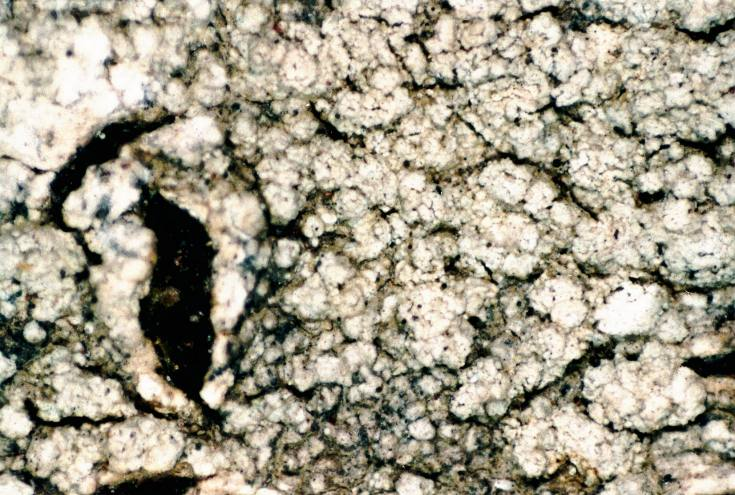
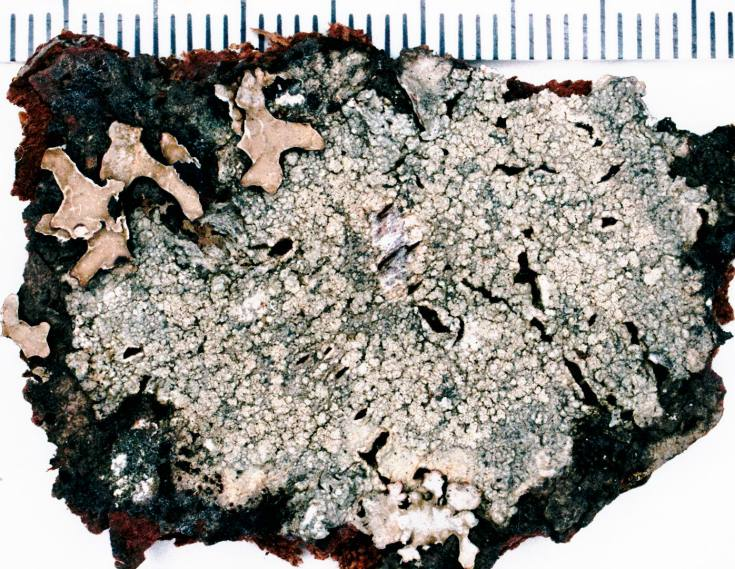